# The Red-Headed League
The Red-Headed League (em português, A liga dos cabeças-vermelhas ou A liga dos ruivos) é um conto policial de Sir Arthur Conan Doyle protagonizado pelo detetive Sherlock Holmes e seu companheiro Dr. Watson. Foi publicado pela primeira vez na Strand Magazine em Agosto de 1891.

## Sinopse
Mr. Jabez Wilson é um comerciante que procura Holmes para falar-lhe sobre um emprego a princípio tentador mas que posteriormente se tornou demasiado suspeito, Wilson foi contratado pela chamada Liga dos Cabeças Vermelhas para trabalhar pelo salário de 4 libras semanais. O motivo? Apenas copiar trechos de uma enciclopédia para a liga, porém vários pontos eram singulares e suspeitos, o contratado deveria obrigatoriamente ser ruivo, Wilson a princípio não desconfiou, mas depois passou a pensar que era vítima de um golpe, pois a Liga dos Cabeças Vermelhas deixou de existir, do nada.

### Ilustrações
O conto teve 10 ilustrações de Sidney Paget

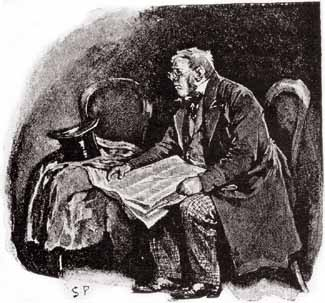
Jabez Wilson vê anúncio em jornal
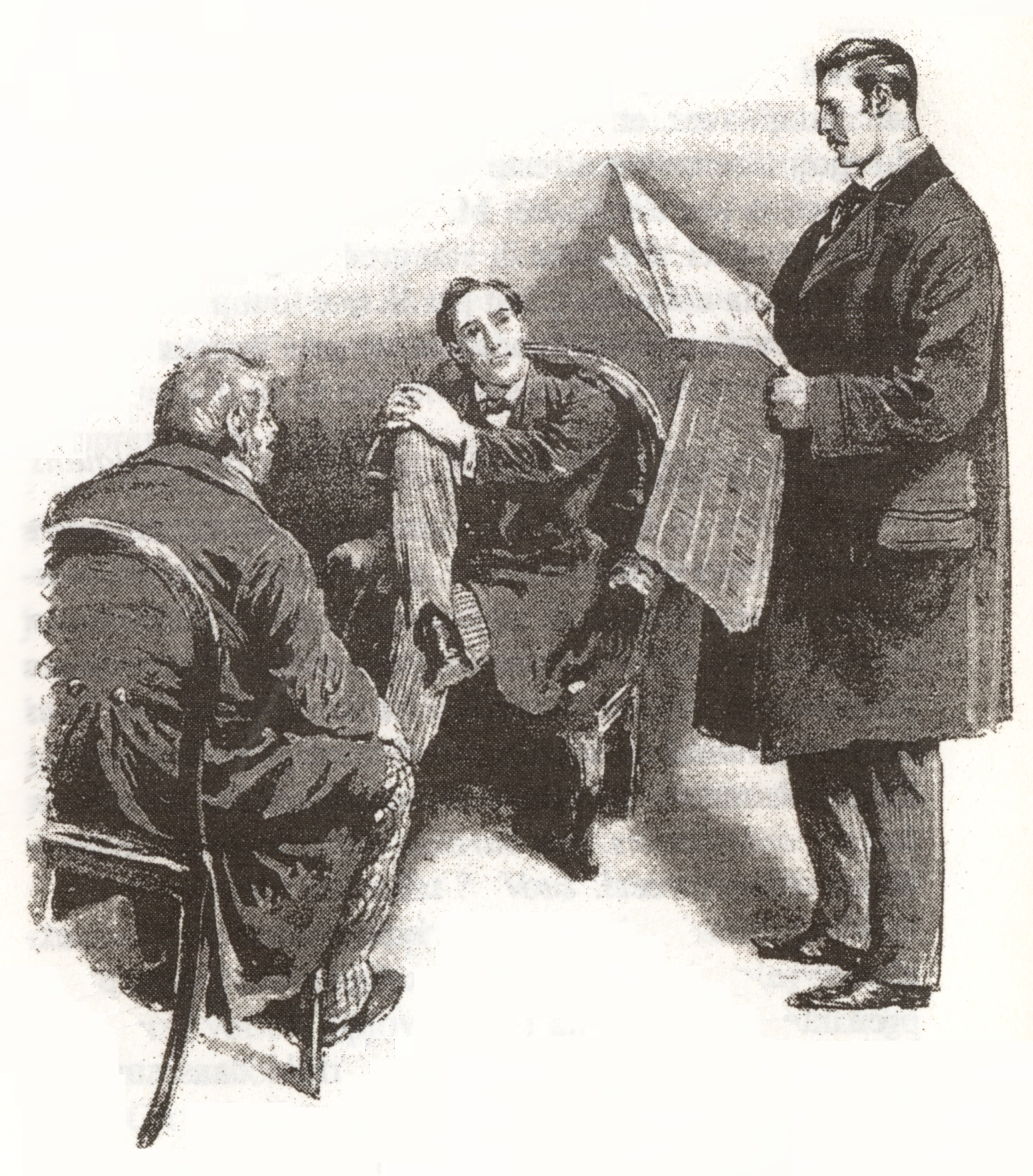
Dr. Watson lê anúncio para Holmes e Wilson
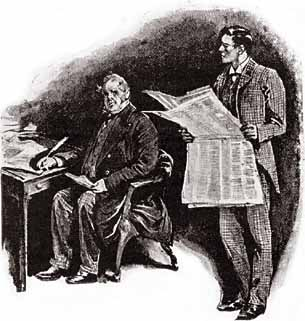
Funcionário de Wilson mostra-lhe anúncio de jornal
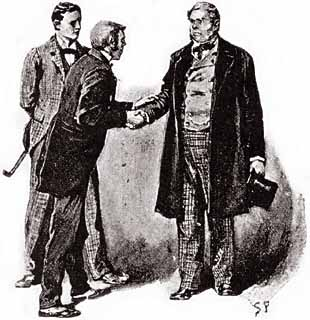
Jabez marca data de entrevista
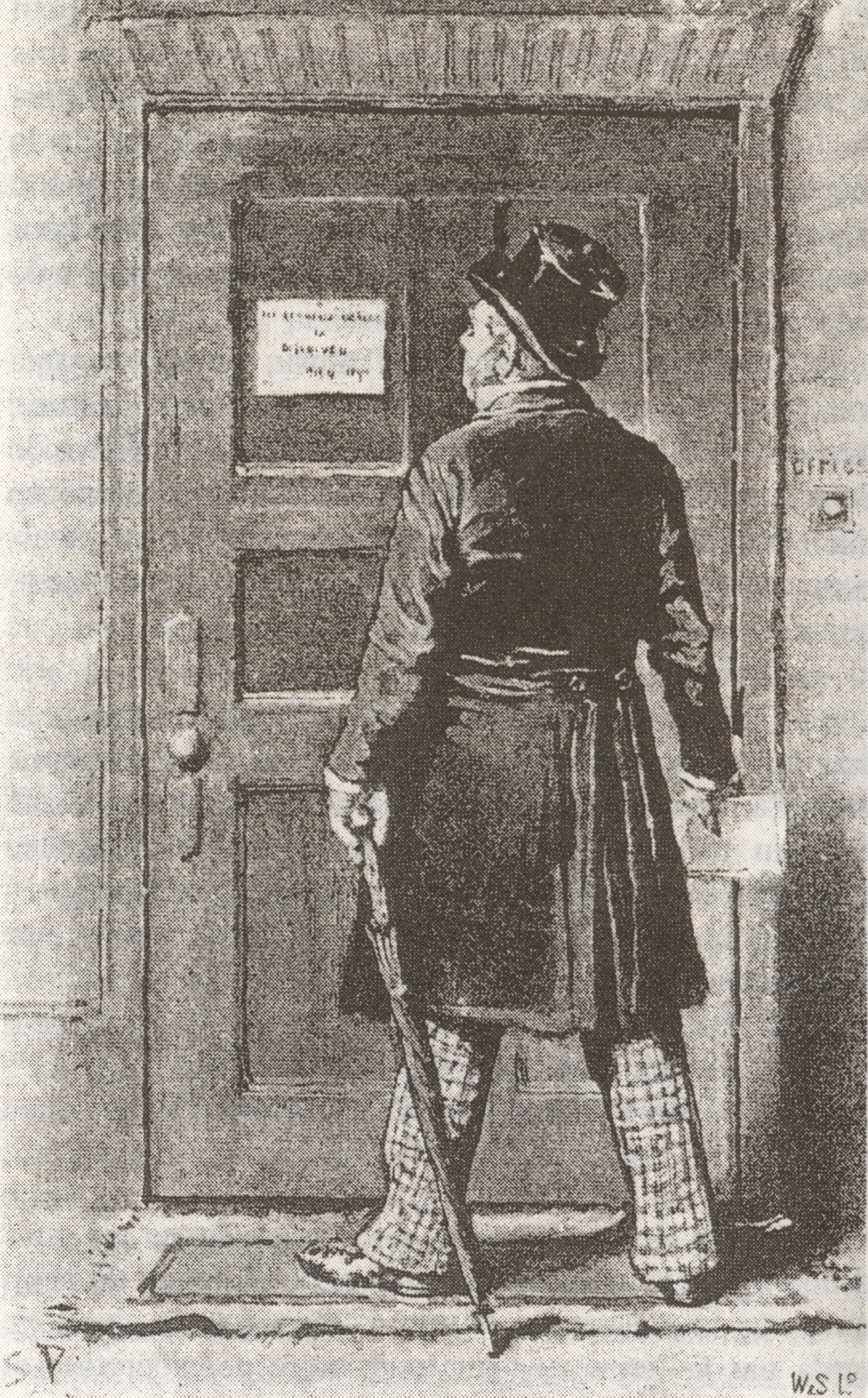
Jabez descobre o fim da Liga dos Cabeças Vermelha
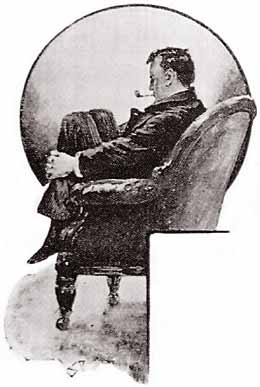
Sherlock Holmes pensa no caso
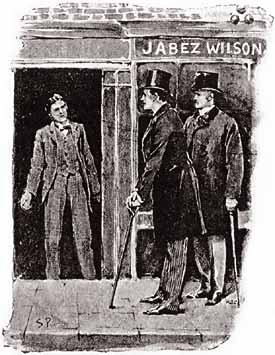
Sherlock Holmes disfarçado faz investigações na loja de Wilson
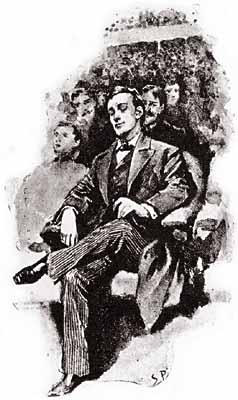
Sherlock Holmes na ópera
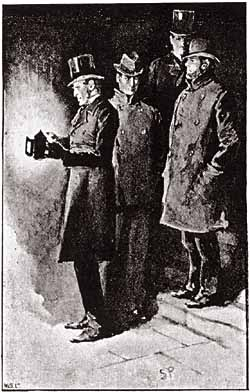
Sherlock Holmes, Dr. Watson, Merryweather(Scotland Yard) e banqueiro fecham o cerca a criminnosos
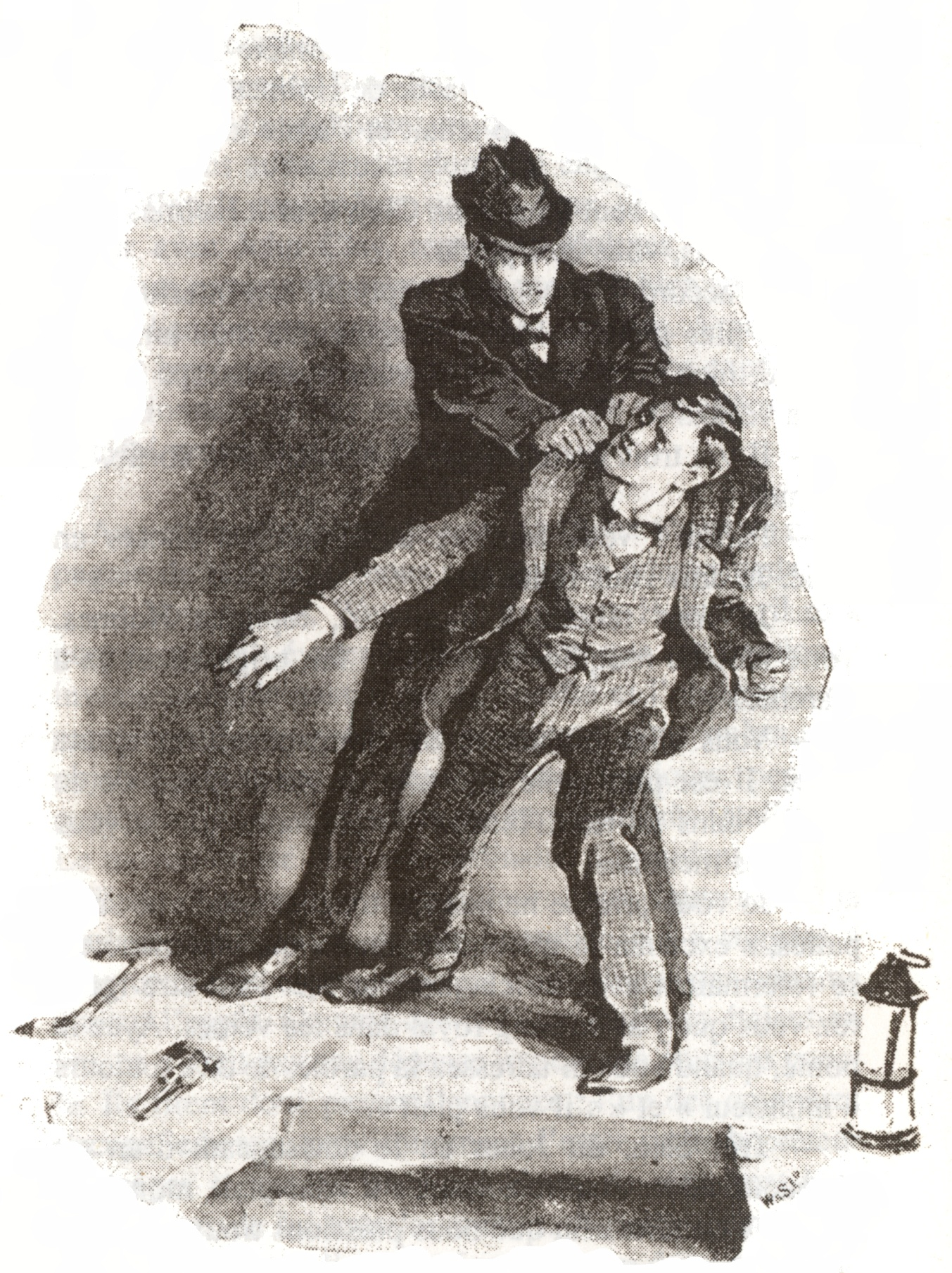
O criminoso é capturado